# ATP Volvo International 1993
Il Volvo International 1993 è stato un torneo di tennis giocato sul cemento del Cullman-Heyman Tennis Center di New Haven negli Stati Uniti. Il torneo fa parte della categoria ATP Championship Series nell'ambito dell'ATP Tour 1993. Si è giocato dal 16 al 23 agosto 1993.

## Campioni

### Singolare maschile
Andrij Medvedjev ha battuto in finale  Petr Korda con il punteggio di 7–5, 6–4

### Doppio maschile
Cyril Suk /  Daniel Vacek hanno battuto in finale  Steve DeVries /  David Macpherson con il punteggio di 7–5, 6–4